# Vicky Kaushal
Pour les articles homonymes, voir Kaushal.
Vicky Kaushal, né le 16 mai 1988 à Bombay, est un acteur indien actif dans le cinéma en hindi.

## Filmographie partielle

### Au cinéma
- 2011 : Trishna : dans la chanson avec Huma Qureshi (brothel) (non crédité)
- 2012 : Luv Shuv Tey Chicken Khurana : Young Omi
- 2012 : Gangs of Wasseypur : silhouette derrière la grille de la fenêtre dans la scène Manoj et Richa (aussi assistant réalisateur)
- 2013 : Geek Out : The Geek (court métrage)
- 2015 : Zubaan : Dilsher
- 2015 : Masaan : Deepak Chaudhary
- 2015 : Bombay Velvet : Basil
- 2016 : The Mumbai Murders (Raman Raghav 2.0) : Raghavan (Raghav)
- 2018 : Manmarziyaan : Vicky Sandhu
- 2018 : Sanju (Dutt) : Kamlesh Kanhaiyalal Kapasi
- 2018 : Lust Stories : Paras
- 2018 : Raazi : Iqbal Syed  (segment de Karan Johar)
- 2018 : Love Per Square Foot : Sanjay Chaturvedi (court métrage)
- 2019 : Arijit Singh: Pachtaoge : Vicky Kaushal  (Music Video)
- 2019 : Uri: The Surgical Strike : Major Vihan Singh Shergill
- 2020 : Bhoot: Part One - The Haunted Ship : Prithvi Prakashan
- 2021 : Sam Bahadur : Sam Manekshaw  (pre-production)
- 2021 : Sardar Udham : Udham Singh
- 2022 : Govinda Naam Mera : Govinda Waghmare
- Mr. Lele Takht (en préproduction)
- Aurangzeb The Immortal Ashwatthama (en préproduction)
- Ashwatthama Vicky Kaushal-Sara Ali Khan film (en préproduction)
- Mr Lele  (annoncé)
- 2023 : Dunki : Sukhi

## Distinctions
- Zee cine awards 2019 pour meilleur second rôle dans Sanju.